# Elena Jivoglod
Elena Jivoglod (en russe : Елена Живоглод), née en 1991, est une personnalité politique biélorusse.
Tout d'abord directrice d'une agence de marketing, elle rejoint en 2020 l'opposition biélorusse à Alexandre Loukachenko et s'exile, d'abord en Ukraine, puis en Lituanie et en Pologne.
Fondatrice de l'association Tchestnyïé Lioudi (Честные люди, littéralement « Honnêtes Gens »), elle rejoint à ce titre en 2020 l'administration nationale anti-crise, où elle exerce les fonctions de coordinatrice jusqu'en 2022.

## Engagement politique

### Contestation électorale
En août 2020, à la suite de l'élection présidentielle qui voit la réélection très contestée d'Alexandre Loukachenko, elle fonde l'association Tchestnyïé Lioudi (Честные люди), c'est-à-dire les « Honnêtes Gens ». Celle-ci a pour but premier de démontrer la fraude électorale orchestrée par le régime biélorusse : les électeurs sont invités à photographier leur bulletin de vote et à envoyer leurs photos sur le site, afin de prouver la sous-estimation délibérée du score de Svetlana Tikhanovskaïa,.
L'association atteint son but en démontrant que la candidate d'opposition a réuni un nombre de voix bien plus élevé que celui proclamé par la commission électorale.

### Exil
Dès le 4 août 2020, soit cinq jours avant le début de l'élection présidentielle, Elena Jivoglod doit fuir la répression policière en se réfugiant d'abord à Kiev, puis en Lituanie et en Pologne. Cet exil, au départ prévu pour dix jours, se prolonge pendant plusieurs années,,.
Entre novembre 2020 et décembre 2021, la police fouille trois fois son appartement de Minsk ainsi que plusieurs fois le siège de l'association.

### Membre du gouvernement en exil
En 2020, elle est nommée coordinatrice de l'administration nationale anti-crise. Le 23 février 2022, elle quitte l'équipe pour se consacrer à l'activité associative.